# Michelle Coleman
Michelle Coleman (n. Estocolm, 31 d'octubre de 1993) és una nedadora sueca especialitzada l'estil lliure.

## Biografia
Va nedar al Campionat Europeu de Natació de 2012, on va arribar a guanyar una medalla de plata en la modalitat 4x100 lliure amb un temps de 3:38,40, quedant a 42 centenes de la primera posició. Dos mesos després va estar present als Jocs Olímpics de Londres 2012, en la modalitat de 4x100 m lliure on van quedar desqualificades en la final, i als 4x100 m combinat, on no va aconseguir la final. També va nedar al Campionat Europeu de Natació en Piscina Curta de 2013, on va guanyar dues medalles de bronze i una de plata; i al Campionat Europeu de Natació de 2014, guanyant una medalla d'or, una de plata i una altra de bronze.